# Ordre de Saint-Janvier
Pour les articles homonymes, voir Saint Janvier et Janvier (homonymie).
L’ordre royal de Saint-Janvier (en italien : insigne e reale ordine di San Gennaro) est un ordre de chevalerie créé le 3 juillet 1738 par Charles VII, roi de Naples et Sicile (futur Charles III d’Espagne), pour célébrer son mariage avec la princesse Marie-Amélie de Saxe. Il est nommé en l'honneur du saint patron de Naples, saint Janvier de Bénévent.
L'ordre de Saint-Janvier était l'ordre suprême du royaume des Deux-Siciles et n'était à ce titre accordé qu'à la plus haute noblesse napolitaine, sicilienne, européenne et aux membres de familles royales.
Sa devise est In sanguine foedus.

## Histoire de l'ordre
L'ordre est créé le 3 juillet 1738 par le roi Charles VII de Naples pour célébrer son mariage avec Marie-Amélie de Saxe. L'ordre est réservé à soixante nobles catholiques, même si des non-catholiques ont été exceptionnellement acceptés par les grands maîtres suivants.
En tant qu'ordre suprême du royaume de Naples, son ambition était de rivaliser avec l'ordre de la Toison d'or espagnol, dont Philippe V d'Espagne, père de Charles VII de Naples, était le grand-maître, avec la branche autrichienne de l'ordre de la Toison d'Or dont son oncle l'empereur Charles VI du Saint-Empire, était le grand-maître, ainsi qu'avec l'ordre du Saint-Esprit de son cousin français Louis XV. Le roi d'Espagne, le roi de Naples et le roi de France étant membres de la maison de Bourbon, il était fréquent que les membres de cette famille se voient décerner ces trois ordres, afin de prouver l'unité de la maison de Bourbon.
Les premiers statuts de l’ordre promulgués en 1738 l’établirent en tant qu’institution catholique romaine pour favoriser la vraie chevalerie et la fraternité chrétienne. Le devoir principal des chevaliers était de renforcer la « très sainte religion » et d'« œuvrer vertueusement » pour être un « exemple héroïque de la piété envers Dieu et de la fidélité envers leur Prince ». Les chevaliers devaient jurer fidélité absolue à leur grand maître, d'aller à la messe tous les jours (si possible), de communier à Pâques, de fêter saint Janvier, de faire célébrer une messe lors du décès d'un des chevaliers, de ne pas se battre en duel mais d'en référer à leur grand maître pour qu'il tranche le litige et, enfin, de s'occuper des chapelles de l'Ordre. La préséance était donnée par l'ancienneté dans l'ordre.
Le pape Benoît XIV confirma la création de l'ordre par une bulle papale le 30 mai 1741. Cette reconnaissance et protection papale permit d'éviter l'abolition de l'ordre lors de la conquête du royaume des Deux-Siciles par Victor-Emmanuel II en 1860.
À la mort sans enfants de son frère Ferdinand VI d'Espagne le 10 août 1759, Charles VII hérita du trône d'Espagne et son second fils devint roi sous le nom de Ferdinand IV de Naples (plus tard il transforma son nom en Ferdinand Ier des Deux-Siciles). Un décret du 6 octobre 1759 établit alors l'ordre de succession du grand maître de l'ordre. Celui-ci édictait que la succession suivrait la descendance mâle de Ferdinand par ordre de primogéniture ou, en cas de défaut, à son frère cadet et à sa descendance mâle par ordre de primogéniture, sauf dans le cas de la réunion sur la même tête de la couronne d'Espagne et de celle des Deux-Siciles, auquel cas la succession devait passer à un fils, petit-fils ou arrière-petit-fils du roi. Dans le cas de l'extinction de la descendance mâle du roi Charles III, la succession devait passer à l'héritière femme la plus proche du dernier roi des Deux-Siciles.

## Structure de l'ordre
L'ordre comptait à la base un maximum de soixante chevaliers, tous nobles et catholiques (même si quelques non-catholiques ont été exceptionnellement acceptés). Une réforme limita ensuite leur nombre à vingt, les membres de la famille royale des Deux-Siciles étant « chevaliers surnuméraires » et ne sont donc pas repris dans ce quota.
À l'origine, l'Ordre avait aussi quatre offices chargés de sa gestion quotidienne :
- un chancelier ;
- un trésorier ;
- un maître des cérémonies ;
- un secrétaire.

Lors d'une réforme de l'ordre du 17 août 1827, ces offices furent limités à un rôle cérémoniel lors de la nomination de nouveaux chevaliers.

## Insignes de l'Ordre

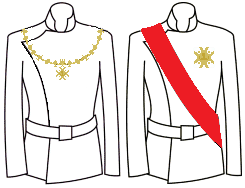
Chevalier avec collier (gauche) et avec grand cordon et plaque (droite)

L'insigne est composé d’une croix à quatre branches fourchues bordées d’or et d'une bande d’émail blanc, à flammes d’émail rouge, flanquées de quatre fleurs de lis en or. Au centre de la face, l'image de saint Janvier avec les burettes et le bâton pastoral, en or et émaux blancs, rouges, bleus et verts ; au centre du revers, les burettes en or et émail rouge, placées sur le livre des Évangiles en or ; le tout entouré de deux palmiers en émail vert.
Le collier est composé de dix-huit liens d'or, entre lesquels s'alternent huit fleurs de lys en or ainsi que deux ornements sur lesquels est écrit en émail blanc "C" (pour Carlo). 
Le ruban ondoyant de l'Ordre est rouge. La devise est In sanguine foedus.
Depuis la réforme du 24 mars 1817, tous les chevaliers ont droit au traitement Son Excellence.

## L'ordre aujourd'hui
La famille royale des Deux-Siciles continua à distribuer l'ordre même après sa déchéance.
Entre la mort du roi François II le 27 novembre 1894 et celle du comte de Caserte le 26 mai 1934, seuls trente et un chevaliers furent nommés. Depuis 1934, l'ordre a été attribué moins de quatre-vingts fois.
Aujourd'hui, l'ordre continue d'être attribué par les deux prétendants au trône, Pedro de Borbón-Sicilias (né en 1968), prétendant depuis 2015 pour la branche aînée, et Charles de Bourbon des Deux-Siciles (né en 1963), prétendant depuis 2008 pour la branche cadette. Tous deux se prétendent grands-maîtres de l'ordre. Seule la plus haute noblesse d'Europe et les membres de familles royales (régnantes ou non) peuvent prétendre à être reçus dans l'ordre.
Les chevaliers actuels sont:
En 2016, les chevaliers nommés par le prince Pedro de Borbón-Sicilias, duc de Calabre, son père et son grand-père, sont :
- Juan Carlos I, roi d'Espagne, 19 février 1960.
- Simeon II, ex-roi de Bulgarie, 30 mars 1960.
- le duc de Bragance, 2 octobre 1990.
- le prince Alexandre de Yougoslavie, 8 janvier 1991.
- l'archiduc Simeon de Habsbourg, 4 novembre 2002.
- Don Vincenzo-Capasso Torre, comte delle Pastene et comte de Caprara, 14 juin 1960.
- Don Íñigo de Moreno e Arteaga, marquis de Laserna, 6 janvier 1961
- Hervé Pinoteau, baron Pinoteau, 13 avril 1963.
- Don José-Maria de Palacio y Oriol, marquis de Villarreal de Alava, 19 septembre 1972
- Guy Stair Sainty, 19 septembre 1979
- Don Carlos Fitz-James Stuart duc d'Albe de Tormes, de Berwick, de Liria y Jérica, grand d'Espagne, 2 octobre 1990.
- le comte Don Agostino Borromeo, 25 septembre 2002.
- Don Roberto Dentice di Accadia, marquis d'Accadia, 25 septembre 2002.
- le prince Don Alberto Giovanelli, 25 septembre 2002.
- le prince et marquis Don Maurizio Ferrante Gonzaga di Vescovato, 25 septembre 2002.
- Don Alesandro des comtes Mariotti Solimani, 25 septembre 2002.
- Don Lorenzo de Notaristefani, 25 septembre 2002.
- Don Giuseppe Bonanno, prince de Linguaglossa, 2003.
- le cardinal Darío Castrillón Hoyos, avril 2016.
- le duc de Viseu, novembre 2016.
- le duc de Noto, 8 mai 2019.

En 2014, les chevaliers nommés par le prince Charles de Bourbon des Deux-Siciles, duc de Castro, son père et son grand-père, sont:
- le prince Francesco Maria de Bourbon des Deux-Siciles
- le prince Gennaro Maria de Bourbon des Deux-Siciles
- le prince Luigi Alfonso de Bourbon des Deux-Siciles
- le prince Alessandro Enrico de Bourbon des Deux-Siciles
- le prince Casimiro Maria de Bourbon des Deux-Siciles
- le prince Antonio Maria de Bourbon des Deux-Siciles
- Frà Matthew Festing, prince et grand maître de l'ordre souverain de Malte
- le duc de Bragance
- le comte de Paris (19 mars 2019, installé le 13 mai suivant)
- le cardinal Renato Raffaele Martino, président émérite du Conseil pontifical Justice et Paix, Cité du Vatican
- le comte Andrzej Ciechanowiecki
- le comte Carlo Marullo di Condojanni, prince de Casalnuovo
- le prince Carlo Cito Filomarino, prince de Rocca d’Aspro, prince de Bitetto, marquis de Torrecuso
- le prince Gregorio Carafa Cantelmo Stuart, prince du Saint-Empire Romain, prince de Roccella, duc de Bruzzano
- Don Roberto Caracciolo, duc de San Vito
- le prince Giovanni Battista de' Medici, prince d'Ottajano, duc de Casalnuovo

Parmi les Chevaliers nommés depuis 1934 et décédés depuis, se trouvent notamment:
- le duc d'Anjou et de Ségovie († 20 mars 1975)
- Marzio Pignatelli Aragona Cortes († 13 février 1977)
- le prince Don Carlo Colonna, prince de Summonte († 2 avril 1977)
- le prince Don Giuseppe Alliata, prince de Villafranca († 25 avril 1979)
- Umbert II, roi d'Italie († 18 mars 1983)
- Don Roberto Lucchesi Palli, prince de Campofranco, duc de Grazia († 9 juin 1983)
- Don Edoardo Costa Sanseverino, prince de Bisignano, de San Giorgio, de Sant' Agata, de Luzzi, de Torrenova et de Pietralcina, duc d'Erchie et de Jelzi, marquis de Casalbore, comte de Chiaramonte, ancien chef de la famille Sanseverino († 21 juillet 1983)
- le prince Karl von Schwarzenberg (1911-1986), prince de Schwarzenberg, comte de Sulz et de Klettgau, ancien chef de la branche de Worlik, branche cadette de la maison de Schwarzenberg † 9 avril 1986
- le marquis Don Luigi Buccino Grimaldi, comte de Bisaccia († 29 juin 1986)
- le prince Don Aspreno Colonna, prince de Paliano, ancien chef de la famille Colonna († 24 octobre 1987)
- Angelo de Mojana di Cologna, prince et grand maître de l'ordre souverain de Malte († 18 janvier 1988)
- le prince Don Corrado Cattaneo della Volta, prince de San Nicandro († 7 octobre 1988)
- le prince Don Sigerio Ruffo, prince de Scaletta († 4 février 1992)
- le prince de Cassano Don Camillo Imperiali de Francavilla († 14 août 1996)
- le prince Cyrille Toumanoff († 4 février 1997)
- Renato Paternò de Montecupo († 9 avril 1998)
- Don Giovambattista marquis de Sersale († 9 novembre 2000)
- le comte Evrard de Limburg Stirum († 5 mars 2001)
- Don Fabio Perelli Tomacelli Filomarino, prince de Boiano, duc d’Atri et de Monasterace († 1er mars 2003)
- le baron Felice Catalano de Melilli († 30 mars 2003)
- le prince de Morra Don Rogero Morra, duc de Mancusi († 17 avril 2004)
- le prince de Prossedi Don Paolo Enrico Massimo Lancellotti († 18 octobre 2004)
- Giuseppe Maresca de Camerano, duc de Serracapriola († 15 avril 2005)
- le prince de Colle Don Carlo de Somma, marquis di Circello († 20 novembre 2005)
- le cardinal Mario Francesco Pompedda, Grand Prieur de l'Ordre dynastique († 18 octobre 2006)
- le duc de Serracapriola, marquis Don Antonino Maresca Donnorso Correale Revertera, duc de Salandra († 25 octobre 2007)
- le comte Don Ottino Caracciolo, prince de Forino († 31 octobre 2007)
- Andrew Bertie, prince et grand maître de l'ordre souverain de Malte († 7 février 2008)
- le prince Don Filippo Massimo, prince de Arsoli et duc de Anticoli Corrado († 19 septembre 2008)
- Franz von Lobstein († 12 juin 2012)
- le duc et comte don Ferdinando Gaetani dell’Aquila d’Aragona, prince de Piemont, duc de Laurenzana, comte d'Alife († 2 septembre 2012)
- le duc Francesco d’Avalos, prince du Saint-Empire romain germanique, marquis de Pescara et de Vasto († 26 mai 2014)